# Red Mesa
Red Mesa statisztikai település az USA Arizona államában, Apache megyében. Lakosainak száma 354 fő (2020. április 1.).

## Népesség
A település népességének változása:
| Lakosok száma | 237  | 480  | 354  |
|               | 2000 | 2010 | 2020 |